# Monroe (Indiana)
Pour les articles homonymes, voir Monroe.
Monroe est une municipalité américaine située dans le comté d'Adams en Indiana.
Lors du recensement de 2010, sa population est de 842 habitants. La municipalité s'étend sur 0,63 mille carré (1,63 km2).
Monroe est fondée en décembre 1847 par John Everhart, à la limite du township du même nom (en).